# 뽀리뱅이속
뽀리뱅이속(Youngia)은 국화과의 한 속이다. 수십 종의 잡초를 포함하고 있다. 인도 시스파라 봉에 서식하며 멸종 위기인 Youngia nilgiriensis와 뽀리뱅이가 이 속에 속한다. 대한민국에는 뽀리뱅이와 재배 품종인 긴꽃뽀리뱅이(Youngia japonica subsp. longiflora Babc. & Stebbins)가 서식한다.
1831년에 카시니(H. Cassini)가 처음 보고했는데 그것은 뒤에 나도민들레속(Crepis)에 속하게 되었다. 1930년대에 밥콕(E. B. Babcock)과 스테빈스(G. Ledyard Stebbins)가 분류학과 세포 유전학 연구를 통해 뽀리뱅이속으로 재분류했다.